# Juan Delgadillo Fuentes
Juan Felipe Delgadillo Fuentes (San Mateo Atenco, Estado de México, 11 de enero de 1993) es un futbolista mexicano, juega de Mediocampista y su equipo actual es el CS Cartaginés de Costa Rica.

## Clubes
| Club                  | País                  | Año         |      |
| --------------------- | --------------------- | ----------- | ---- |
| Club América (Sub-20) | México                | 2014 - 2015 |      |
| Potros UAEM           | México                | 2015        |      |
|                       | Club Sport Cartaginés | Costa Rica  | 2019 |

## Palmarés
| Título                     | Club                     | País   | Año  |
| -------------------------- | ------------------------ | ------ | ---- |
| Liga Premier Apertura 2017 | Deportivo Toluca Premier | México | 2017 |